# Louie DeBrusk
Louis Dennis „Louie“ DeBrusk (* 19. März 1971 in Cambridge, Ontario) ist ein ehemaliger kanadischer Eishockeyspieler, der im Verlauf seiner aktiven Karriere zwischen 1988 und 2004 unter anderem 416 Spiele für die Edmonton Oilers, Tampa Bay Lightning, Phoenix Coyotes und Chicago Blackhawks in der National Hockey League auf der Position des linken Flügelstürmers bestritten hat. DeBrusk verkörperte den Spielertyp des Enforcers. Sein Sohn Jake DeBrusk ist ebenfalls professioneller Eishockeyspieler.

## Karriere
DeBrusk verbrachte seine Juniorenzeit zwischen 1988 und 1991 bei den London Knights in der Ontario Hockey League, wo er als Power Forward agierte und sich mit 30 Toren in seinem dritten Jahr als profitabler Scorer erwies. Bereits im NHL Entry Draft 1989 war der Stürmer in der dritten Runde an 49. Stelle von den New York Rangers aus der National Hockey League gewählt worden. Noch zum Ende der Saison 1990/91 kam DeBrusk im Trikot der Binghamton Rangers, dem Farmteam der New York Rangers, aus der American Hockey League zu seinem Profidebüt. Ohne jedoch ein Spiel für die New York Rangers zu bestreiten, wurde er im Oktober 1991 in einem sogenannten „Blockbuster“-Transfer gemeinsam mit Bernie Nicholls und Steven Rice zu den Edmonton Oilers geschickt. Währenddessen erhielten die Rangers Mark Messier sowie einen Monat später – in einem weiteren Transfergeschäft zwischen beiden Teams – Jeff Beukeboom. Im Gegenzug dafür wechselte David Shaw ebenfalls nach Edmonton.
In seinem ersten Profijahr pendelte DeBrusk, der nun vornehmlich die Rolle eines Enforcers ausfüllte, zwischen dem NHL-Kader Edmontons und dem des Farmteams Cape Breton Oilers in der AHL. Erst ab der Saison 1992/93 stand der Angreifer fest im Kader der Edmonton Oilers. In den folgenden fünf Jahren kam DeBrusk in Diensten der Oilers nur einmal über die Zahl von 50 absolvierten Saisonspielen. Im Sommer 1997 verließ er den Klub schließlich und schloss sich als Free Agent den Tampa Bay Lightning an. Dort bestritt er zwar 54 NHL-Einsätze, wurde aber ebenso in der International Hockey League bei den San Antonio Dragons eingesetzt und noch im Juni 1998 mit einem Fünftrunden-Wahlrecht im NHL Entry Draft 1998 zu den Phoenix Coyotes transferiert. Im Gegenzug wechselte Craig Janney von Phoenix nach Tampa.
Nach anfänglichen Einsätzen in zahlreichen Farmteams der Coyotes und nur sporadischen Einsatzminuten in der NHL stand der Kanadier ab der Saison 1999/2000 für die folgenden zwei Jahre fest im NHL-Kader Phoenix’. Dennoch wurde sein auslaufender Vertrag im Sommer 2001 nicht verlängert. Nachdem der Flügelstürmer bis zum November desselben Jahres keinen neuen Arbeitgeber gefunden hatte, schloss er sich mittels eines auf 25 Spiele befristeten Probevertrags den Citadelles de Québec aus der AHL an. Dieser wurde jedoch nach lediglich neun Einsätzen nur einen Monat später aufgelöst, da der Ligakonkurrent Hamilton Bulldogs ihm einen Vertrag bis zum Saisonende angeboten hatte. DeBrusk beendete daraufhin die Spielzeit 2001/02 in Hamilton. Zur Saison 2002/03 wurde der Free Agent für ein Jahr von den Chicago Blackhawks verpflichtet. Diese setzten ihn hauptsächlich in der AHL bei den Norfolk Admirals ein. Zudem kam er zu vier Spielen für die Blackhawks. Seine letzte Station im Profisport waren in der Spielzeit 2003/04 das Hartford Wolf Pack aus der American Hockey League, dass ihn im Dezember 2003 auf Probe verpflichtet hatte. Anschließend beendete der 33-Jährige seine aktive Karriere.
DeBrusk wechselte nach seinem Karriereende zum Hörfunk, wo er als Experte für die Übertragungen der Spiele der Phoenix Coyotes tätig war. Ab 2008 arbeitete er bis 2014 in gleicher Funktion für die Fernsehübertragungen der Edmonton Oilers. Sporadisch übernahm er diese Funktion auch in den folgenden Jahren. Seit 2016 ist er im Programm Hockey Night in Canada des kanadischen Fernsehsenders CBC zu sehen.

## Karrierestatistik
(Legende zur Spielerstatistik: Sp oder GP = absolvierte Spiele; T oder G = erzielte Tore; V oder A = erzielte Assists; Pkt oder Pts = erzielte Scorerpunkte; SM oder PIM = erhaltene Strafminuten; +/− = Plus/Minus-Bilanz; PP = erzielte Überzahltore; SH = erzielte Unterzahltore; GW = erzielte Siegtore; 1 Play-downs/Relegation; Kursiv: Statistik nicht vollständig)